# Hohenwart (Fuchstal)
Hohenwart ist ein Ortsteil der Gemeinde Fuchstal im oberbayerischen Landkreis Landsberg am Lech.

## Geografie
Der Weiler liegt etwa drei Kilometer östlich von Asch auf einer Schotterterrasse des Lechs direkt an der Bundesstraße 17.

## Geschichte
Hohenwart wird erstmals 1628 genannt, der Name stammt vermutlich von einem dort befindlichen Wachturm.
Der Weiler gehörte bis 1785 zum Hochstift Augsburg, danach zu Kurbayern. Die niedere Gerichtsbarkeit lag zunächst beim Pflegamt Leeder, später beim Kloster Steingaden.
Im Jahr 1752 wird ein freieigenes Taferngut erwähnt.